# 아이카 (AV 배우)
아이카(일본어: 藍花, 1985년 5월 28일 ~ )는 일본의 성인 비디오 여배우다. 밤비 프로모션에 소속되어있다.